# Conrad de Bussnang
Conrad IV van Bussnang (* 14e eeuw of 15e eeuw; † 12 maart 1471 in Rouffach) was prins-bisschop van Straatsburg in 1439 onder het bewind van de Romeins-Duitse koning Albrecht II, het pontificaat van Eugenius IV en het patronaat van de Mainzer metropoliet Dietrich Schenk von Erbach.

## Herkomst en familie

Wapen van de Baronnen van Bussnang

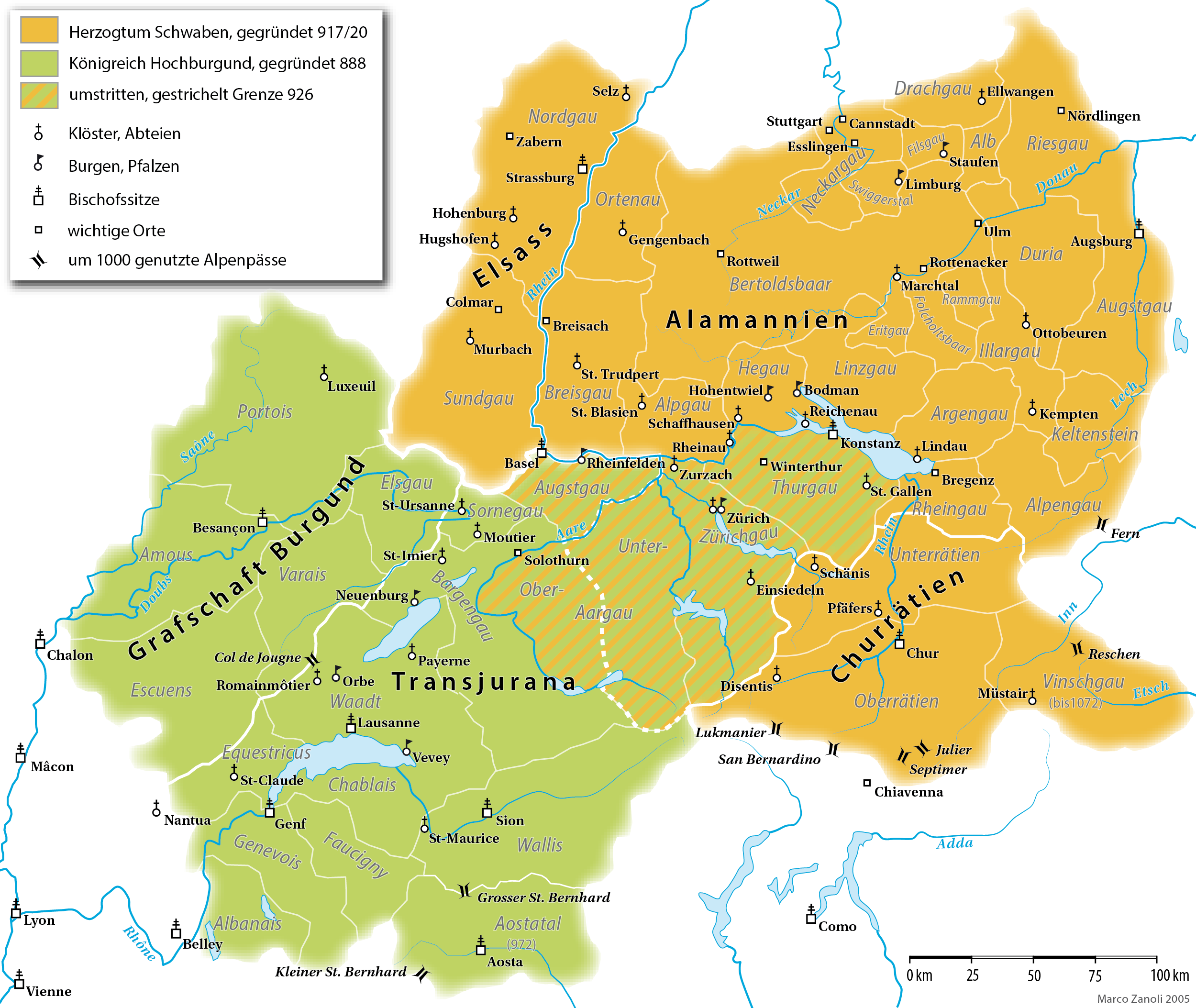
Thurgau en de Elzas in het hertogdom Zwaben

Konrad von Bussnang of Bußlingen kwam van de Thurgauer adellijke familie van Bussnang. Deze familie omvatte Konrad von Bussnang († 20 december 1239), abt van de Sankt Gallen, begraven in de abdij van Salem, of Berthold I von Bussnang (1159-1183), die van 1174 tot 1183 bisschop was van Konstanz, toen nog buiten het kanton Thurgau gelegen. De familie is gedocumenteerd sinds het midden van de 12e eeuw en stierf in 1471 uit.

## Leven en werk
Zijn benoeming tot prins-bisschop van Straatsburg werd mogelijk doordat zijn voorganger Willem II van Diest plotseling stierf in 1439. Echter zijn afkomst bleek een nadeel toen hij tot bisschop werd gekozen, omdat de Elzasser kleine adel en de lokale kapittels hem als een "Schwob" beschouwden, ook nu nog een denigrerende Elzasser term voor een bewoner aan de linkeroever van de Rijn. Voor sommigen was hij een buitenlander die als penningmeester van het bisdom zou kunnen werken, maar niet het hoogste ambt van prins-bisschop zou kunnen bekleden. Ondanks het Hoog-Alemannische dialect en de cultuur, kwam Konrad uit het gebied op de rechteroever van de Rijn. De reactie van de ontevredenen bewijst indirect dat de cultuurverschillen tussen Neder-Elzas en Thurgau destijds voor iedereen merkbaar hadden moeten zijn.
De meerderheid van zijn collega's verkoos hem tot bisschop vanwege zijn vroomheid, wijsheid en vrijgevigheid. Nauwelijks had de nieuwgekozen bisschop de eed afgelegd in de Munster van Konstanz of graven en heren, inclusief de kanunniken, die niet voor Konrad hadden gekozen haastten zich naar binnen, en gingen de kapittelzaal binnen om de verkiezingen ongedaan te maken, omdat Konrad een vreemdeling was. De verbaasde kanunniken stemden toe en benoemden in zijn plaats de bejaarde proost Johann von Ochsenstein, die verlamd was door jicht en halfdoof was.
Konrad von Bussnang hield het ambt niet vol en diende na 10 maanden zijn ontslag in op voorwaarde dat hij zijn opvolger mocht kiezen. Toen het kapittel hem dit toestond, noemde hij de paltsgraaf Ruprecht von Pfalz-Simmern (1420–1478), kleinzoon van de Romeins-Duitse koning Ruprecht.
Hij behield de levenslange aanspraak op Oberen Mundat. De anti-paus Felix V bevestigde deze benoeming in 1440 en voegde aan de Mundat de inkomsten toe uit de dorpen Blienschweiler, Mittelbergheim en het kasteel van Bernstein.
Konrad mocht de titel van bisschop behouden en verkoos Isenburg boven Rouffach als zijn vaste verblijfplaats. Hij presideerde 31 jaar lang over de Oberen Mundat met zo'n rechtvaardigheid, dat Straatsburg er spijt van had hem te hebben weggejaagd. In het bijzonder investeerde hij zwaar in het herstel van de lokale economie na de Armagnac-plunderingen van 1444 en probeerde hij een einde te maken aan bepaalde excessen binnen religieuze ordes. Tijdens zijn bestuur kwam hij met name in conflict met de Rouffacher Franciscanen, omdat zij niet meer volgens hun strikte regels leefden en hun klooster in verval was geraakt. In 1444 dwong bisschop Konrad de bedelmonniken een duidelijke keuze te maken: of ze veranderden van gedachten en begonnen weer strenger te leven, of ze moesten emigreren. Omdat de Rouffach minderbroeders weigerden de oorspronkelijke regel strikt in acht te nemen, verdreef Konrad ze zoals aangekondigd uit het klooster en droeg het over aan gereformeerde franciscaanse nonnen, die later zorg voor de nabijgelegen Moeder Gods-bedevaart in Schauenburg droegen.
Bisschop Konrad von Bussnang overleed op 12 maart 1471 en zonder nazaten stierf zijn familielijn uit.

## Grafplaat

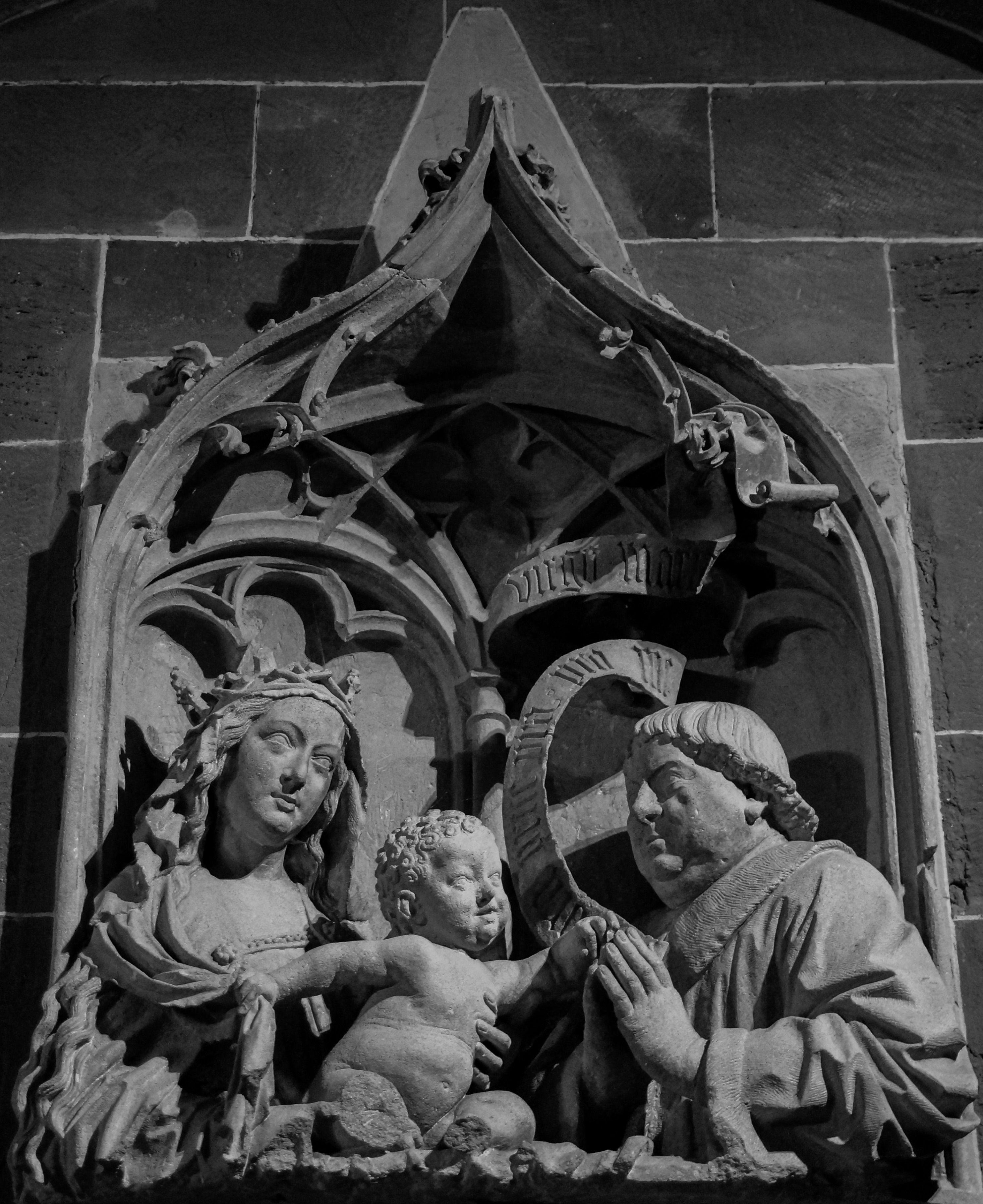
Grafplaat van Konrad von Bussnang

Konrad von Bussnang werd begraven in de Johanneskapel in Straatsburg, waarvoor een grafplaat in zandsteen was vervaardigd in 1464. Op deze grafplaat staat de volgende inscriptie in het Latijn:
In het jaar des Heren 1471

Op 12 maart stierf de grootmoedige Heer

Konrad von Bussnang, Canon,

Custos en portier van de kerk

Van Straatsburg. Bid voor hem.